# 川島美衣
川島 美衣（かわしま みえ、1965年12月30日 - ）は、宝井プロジェクト所属の日本の女優、YouTuber。神奈川県出身。身長162 cm。体重49 kg。特技は日舞、テニス、ジャズダンス、パソコン。円演劇研究所卒業。YouTubeチャンネル「激辛みえちゃんねる」はチャンネル登録者3万人を超えている。激辛な食べ物以外に好きな食べ物はすじこ。わさびのような鼻につんとくる辛さや甘いものはあまり食べない。

## 所属事務所経歴
優企画（1985年 - 2020年6月）→宝井プロジェクト（2020年7月1日 - ）

## 出演

### テレビドラマ
- 連続テレビ小説「はね駒」（1986年4月7日 - 10月4日、NHK）
- 「刑事貴族」第1シリーズ 第6話（1990年6月8日、日本テレビ） - 看護婦 役
- 土曜ワイド劇場「おんな警視連城真衣子」 第3作（1991年3月9日、テレビ朝日） - 弁護士の秘書 役
- 「アース・クエイク 平成18年春・東京大震災」（2006年4月3日、日本テレビ）
- 世にも奇妙な物語 07’春の特別編「雰差値教育」（2007年3月26日、フジテレビ） - 雰差値委員 役
- 「東京大空襲」（2008年3月17日 - 3月18日、日本テレビ）
- 「CHANGE」第1話（2008年5月12日、フジテレビ） - ママさんバレーのメンバー 役
- 「チーム・バチスタの栄光」第5話（2008年11月11日、フジテレビ） - 蔵田の娘 役
- 「なるようになるさ。」（TBS） - レストランの客 役
- 「純喫茶に恋をして」第12話（2021年3月1日、フジテレビ） - 「はまゆう」の客 役[3]
- 「#コールドゲーム」第1話（2021年6月6日、フジテレビ） - 避難民 役[4]
- 「孤独のグルメ」Season9 第2話（2021年7月17日、テレビ東京） - 「山小屋」のママ 役[5]
- あらばしり 第6話（2025年2月14日、読売テレビ） - 博美の友人 役[6]

### その他
- 「中居正広の金曜日のスマイルたちへ」（TBS）
- 「これは戦争だ!」（日本テレビ） - 信者 役
- 「ザ!世界仰天ニュース」（日本テレビ）
- 「ヒロイン誕生!ドラマチックな女たち」最終回（2022年12月26日、NHK） - 本田美奈子.の母 役

### CM
- 江崎グリコ キャンディーバー

### 企業用ビデオパッケージ
- セブン-イレブン
- ミサワホーム